# SV Corso 02 Leipzig
SV Corso 02 Leipzig was een Duitse voetbalclub uit Leipzig, Saksen.

## Geschiedenis
De club werd op 18 februari 1902 opgericht als FC Adler Leipzig en nam later de naam SV Corso aan. De club was aangesloten bij de Midden-Duitse voetbalbond en speelde in de competitie van Noordwest-Saksen. De club slaagde er nooit in te promoveren naar de hoogste klasse en was meestal actief in de tweede klasse.
Na de Tweede Wereldoorlog werden alle Duitse voetbalclubs opgeheven. Corso werd niet meer heropgericht.